# Barlabás András
Barlabás András (Székesfehérvár, 1987. április 26. – ) magyar közgazdász, manager, korábbi politikus, 2018-tól 2021-ig a Momentum Mozgalom székesfehérvári szervezetének elnöke, valamint 2019-től a párt kompenzációs listáról bejutott helyi képviselője Székesfehérvár Megyei Jogú Város önkormányzati testületében, amelyről 2022. június 24-én lemondott.

## Gyermekkora, tanulmányai
Apai ágon nagyszülei erdélyi származásúak, akik a második világháború viharos éveiben települtek Magyarországra, anyai ágról tősgyökeres felsővárosi családból származik. Édesapja Barlabás András magyar válogatott kézilabdázó volt és a város kézilabda csapatában játszott. Édesanyja hozzá hasonlóan szintén közgazdász, korábban az Alba Regia néptáncegyüttes tagja volt.
Tanulmányait szülővárosában végezte, az általános iskolától a diploma megszerzéséig. Gyermekkorától kezdve fontos szerepet töltött be életében a sport, eleinte a kosárlabdát, később pedig a kézilabdát űzte, utóbbit az Alba Regia Kézilabda Klub utánpótlás csapatában.
Felsőfokú közgazdasági végzettségét az akkori Kodolányi János Főiskolán szerezte üzleti adminisztráció és menedzsment szakon.

## Politikán kívüli karrierje
Az érettségi után több évet élt, tanult és dolgozott külföldön, főleg Nagy-Britanniában és Kanadában. Diplomája megszerzése utána az IBM székesfehérvári innovációs központjában dolgozott előbb minőségbiztosítási, majd rendszer-üzemeltetési területen, ahol számos nagyszabású nemzetközi projekt lebonyolításában vállalt kulcsszerepet.
Itteni pozíciójában rövid ideig önkormányzati képviselői tevékenysége mellett is folytatta a munkát, azonban 2020 januárjától főállású képviselőként dolgozik.

## Politikai pályafutása

### 2021 előtt
A 2018-as országgyűlési választások évében döntött úgy, hogy belép a Momentum Mozgalom tagjai közé. A párt helyi szervezetének életében hamar előtérbe került, majd 2018 augusztusában őt választották meg az országgyűlési választások után lemondott Pintér András Gábor utódjának, aki korábban képviselőjelöltként is indult a választásokon.
A Momentum Székesfehérvári Szervezetének helyi elnökeként kezdetektől aktív résztvevője a helyben kialakult közös ellenzéki munkának és főleg az alábbi témákkal foglalkozott eddig aktívan:
- a fiatalok elvándorlásának problémája[11]
- egészségügy helyzete, helyi diagnosztikai központ létrehozásának szükségessége[12][13]
- a városban zajló külföldi szennyvíziszap-elhelyezés ügye[14]
- a város saját tömegközlekedési vállalatának szükségessége[12]
- a város elhanyagolt területeinek rendbetétele[15]
- a "rabszolgatörvény" elleni fellépés[16]
- a székesfehérvári helyi adórendeletek 2019-es önkormányzati választásokat követő módosítása[17]
- az Európai Ügyészséghez való csatlakozás melletti kiállás[18]

Hangsúlyozta, hogy a közlekedési problémák megoldásának érdekében egy okos város “smart city” megoldás kidolgozására van szükség. Ezt egy olyan ingyenes mobil applikációban képzelte el, ami minden fehérvárinak segítene kiválasztani a megfelelő útvonalat – figyelembe véve az időjárást, az aktuális dugókat, az üres kerékpár és gépjármű parkolóhelyeket, valamint az elérhető buszjáratokat.
Politikusként többször felszólalt olyan nyíltan vagy burkoltan antiszemita intézkedésekkel és lépésekkel szemben, mint például Hóman Bálint Székesfehérvárra tervezett szobrának felállítása, hangsúlyozva az egykori politikus zsidóellenes törvényhozásban játszott szerepét a második világháború idején. A 2019-es európai parlamenti választás során is aktívan kampányolt, többek között Donáth Annával. Székesfehérváron közösen jelentették be, hogy a Momentum azért küzd, hogy a minél több uniós forrást lehessen fordítani a magyar oktatásra, kórházakra és munkahelyekre.
A 2019-es önkormányzati választásokon az ellenzéki listáról bekerült Székesfehérvár Megyei Jogú Város közgyűlésébe, ahol azóta is az ellenzéki frakció tagjaként folytatja a munkáját. Az alakuló közgyűlésen a Humán Közszolgálati Bizottság tagjának választották, majd ugyanezen év novemberében a közlekedési ügyek tanácsnokának nevezték ki a Dr. Cser-Palkovics András polgármester által vezetett önkormányzat munkájának támogatására.
2019 novemberében a Momentum delegáltjaként bekerült a Budapest Főváros Vagyonkezelő Zrt. igazgatósági testületébe.
2020 tavaszán egyetértően nyilatkozott a koronavírus járvány kapcsán Székesfehérváron is bevezetett szigorító intézkedésekről, hangsúlyozva, hogy a járvány elleni védekezésben nincs helye politikai játszmáknak, mert mindenki közös érdeke a helyzetből való kilábalás. Ezzel összhangban a COVID elleni védőoltás program kezdetétől hangsúlyozta az átoltottság jelentőségét és arra buzdított mindenkit, hogy minél előbb regisztráljon és oltassa be magát.
Később Székesfehérváron demonstrációt szervezett a kormány koronavírus-járvány alatt hozott azon intézkedése miatt, melyek során kórházi ágyakat szabadítottak fel. Nem tetszését fejezte ki azzal kapcsolatban is, hogy a kormány nem segítette eléggé a járványhelyzet alatt a munkájukat elvesztőket. Kiemelte, hogy a családi pótlék megduplázása mellett az álláskeresési járadék kiterjesztését és egy minimum jövedelem bevezetését is fontosnak tartja.
2020 nyarán Székesfehérváron is kampányolt a Momentum Mozgalom valódi konzultációs akciósorozata részeként. Ennek során szintén az elesettek és a munkájukat elvesztők támogatására hívta fel a figyelmet. A valódi konzultáció részeként a fehérváriakat arról kérdezték, hogy szerintük milyen válságkezelő intézkedésekre van szükség, illetve hogy elégedettek-e a kormány intézkedéseivel.

### Részvétele az előválasztáson
2021. január 31-én a Momentum bejelentette, hogy őt indítja a 2021-es magyarországi ellenzéki előválasztáson a Fejér megyei 1. számú egyéni választókerületben. Ezt Fekete-Győr András januárban az Országalma mellett jelentette be. Később a kampány során a Fehérvár TV-nek adott nyilatkozatában az összefogás fontosságára hívta fel a figyelmet, miközben Fekete-Győr András arról beszélt, hogy Székesfehérvár térkövekben, virágokban és szökőkutakban fejlődött az elmúlt években, de tartalomban kevésbé. A Momentum legfontosabb céljai továbbra is a kórház, iskola és a munkahelyek területének a fejlesztésére koncentrálódik.
Barlabás András az előválasztási kampány során folyamatosan ismertette programját. Beszélt arról, hogy szerinte Székesfehérvárinak lenni nem csak büszkeség, de óriási felelősség is egyben, hiszen ápolni kell Szent István örökségét, hogy azt tovább tudják majd adni az őket követő generációknak. Fontos célként fogalmazta meg, hogy fejleszteni kell a közszolgáltatásokat és minél több uniós forrással a város infrastruktúráját, valamint szerinte fel kell újítani a kórházat és az iskolákat, valamint minél több új, minőségi munkahelyet kell teremteni. Hangsúlyozta azt is, hogy hatékony választ kell adni a globális klímaváltozásra Székesfehérváron, és ezt a lakótelepeken és a kertvárosi övezetekben kell kezdeni.
Többször hangoztatta, hogy az előválasztáson a tét az ellenzék megújítása. Beszélt arról, hogy szerinte kevés olyan ember van Magyarországon és Székesfehérváron, aki a 2010 utáni világ helyett a 2010 előtti világot akarná visszahozni, és valódi rendszerváltásra van szükség, amit csak új arcokkal: friss, hiteles és becsületes politikusokkal lehet megtenni. Azt is kiemelte, hogy Székesfehérvárnak olyan országgyűlési képviselőre van szüksége, aki a jobb- és baloldali szavazókat is meg tudja szólítani. Fontosnak tartotta a fiatalok részvételét az előválasztáson, ezért aktívan kampányolt, hogy azok akik a 2022-es országgyűlési választások idején töltik be a 18. életévüket, éljenek a lehetőséggel és szavazzanak az előválasztáson.
Augusztban Márki-Zay Péter bejelentette, hogy ő és a Mindenki Magyarországa Mozgalom is Barlabás Andrást támogatja az előválasztáson Fejér megye 1-es számú országgyűlési választókerületében. A Mindenki Magyarországa Mozgalom civil miniszterelnök-jelöltje kiemelte, hogy Barlabás András a civil életben a cégvezetés területén már bizonyított, szakmai tudására pedig szükség van egy új teljesítményalapú Magyarországon. Barlabást a Pálinkás József vezette Új Világ Néppárt és az Új Kezdet párt is támogatta.
2021. szeptember 2-án vették hivatalosan nyilvántartásba mint jelöltet, miután leadta az induláshoz szükséges ajánlásokat.
2021. szeptember 10-én jelent meg a hír, hogy egy pártközi megállapodás keretében visszaléptetik az indulástól. Ezt saját maga is megerősítette a Facebook-oldalán, ahol egyértelművé tette azt is, hogy nem áll egyik még versenyben lévő jelölt mögé sem.

### Visszavonulása
2022. június 24-én, a székesfehérvári önkormányzat nyílt testületi ülésén jelentette be, hogy lemond a képviselői mandátumáról, mert nem tudja összeegyeztetni a képviselői munkát a családi életével. Miután kifejtette, hogy teljesen visszavonul a közélettől és lemondott minden tisztségről amit betöltött, a város honlapján is elbúcsúzott a fehérváriaktól megköszönve a támogatásukat, valamint kiállt a társadalmi igazságosság és egyenlőség, a teljesítményalapú társadalom és a korrupciómentes közélet mellett.

## Személyéhez fűződő konfliktusok
- Bár számos helyen adott hangot centrista szemléletének és a diszkriminációtól mentes társadalom iránti igényének,[45] nem sokkal a Momentum helyi szervezetének élére történő kinevezése után az országos médiában is megvádolták azzal, hogy "durva antiszemita megjegyzést tett", amikor egy videójában a város igen rossz állapotban lévő részét "gettó" néven emlegette.[46] Erre később Facebook-oldalán reagált, hangsúlyozva, hogy a szó szótári jelentése: elhanyagolt városrész.[15]
- 2019 novemberében, röviddel azután, hogy bekerült Székesfehérvár közgyűlésébe, a Fehérvár Polgári Közélet nevű Facebook-oldalon az "idegenszívű" és "hazaáruló" jelzők mellett őt és számos momentumos politikust (Cseh Katalint és Berg Dánielt) "kötél általi halált" érdemlő személyeknek titulálták.[47]
- 2021. szeptember 10-én pénteken miután hivatalossá vált, hogy Barlabás Andrást egy pártközi megállapodás alapján visszaléptetik az előválasztáson történő indulástól, Cser-Palkovics András Székesfehérvár polgármestere felháborodásának adott hangot. Hangsúlyozta, hogy bár sok mindenben másként gondolkodik mint Barlabás András, szerinte a képviselő nagyon sokat dolgozott és méltatlan módon hívták vissza.[48][49]

## Magánélete
Feleségével és gyermekével Székesfehérváron él. Szabadidejében szeret sportolni és olvasni, kedvenc könyveiről időnként be is számol a közösségi médiában.